# Lakatoro
Lakatoro je naselje u državi Vanuatu odnosno pokrajini Malampi. Smješteno je na sjeveroistočnoj obali otoka Malakula.

## Stanovništvo
Lakatoro ima 705 stanovnika, većinom su kršćani.

## Poznate osobe
- Sato Kilman, političar i premijer